# Johanna Meier-Michel
Johanna Aloisia Meier-Michel (21. června 1876 Stará Lípa – 1. dubna 1945 Česká Lípa) byla česko-rakouská sochařka a výtvarnice.

## Život
V letech 1899 až 1901 navštěvovala kurzy modelování na vídeňské umělecké škole pro ženy a dívky. V letech 1901 až 1905 pokračovala ve studiu na Universität für angewandte Kunst Wien. Podníkla studijní výlety do Mnichova, Paříže a Itálie. V roce 1905 se provdala za sochaře a uměleckého řemeslníka Emila Meiera (1877-1958). Ve stejném roce zřídili společné studio na Seidlgasse 14 ve Vídni. V roce 1910 se Meier-Michelová stala členkou Vereinigung bildender Künstlerinnen Österreichs (VBKÖ) založenou ve stejném roce.  Od roku 1915 do roku 1920 spolupracovala s dalšími keramičkami – členkami VBKÖ (Helena Johnová, Ida Schwetz-Lehmann a Rosa Neuwirth). Pravidelně ve Vídni vystavovala. Během druhé světové války byl dům uměleckého páru Meierových poškozen bombami a v roce 1944 se přestěhovali do České Lípy, tedy do kraje, odkud Johanna Meier-Michelová pocházela. Tam zemřela 1. dubna 1945.

## Galerie

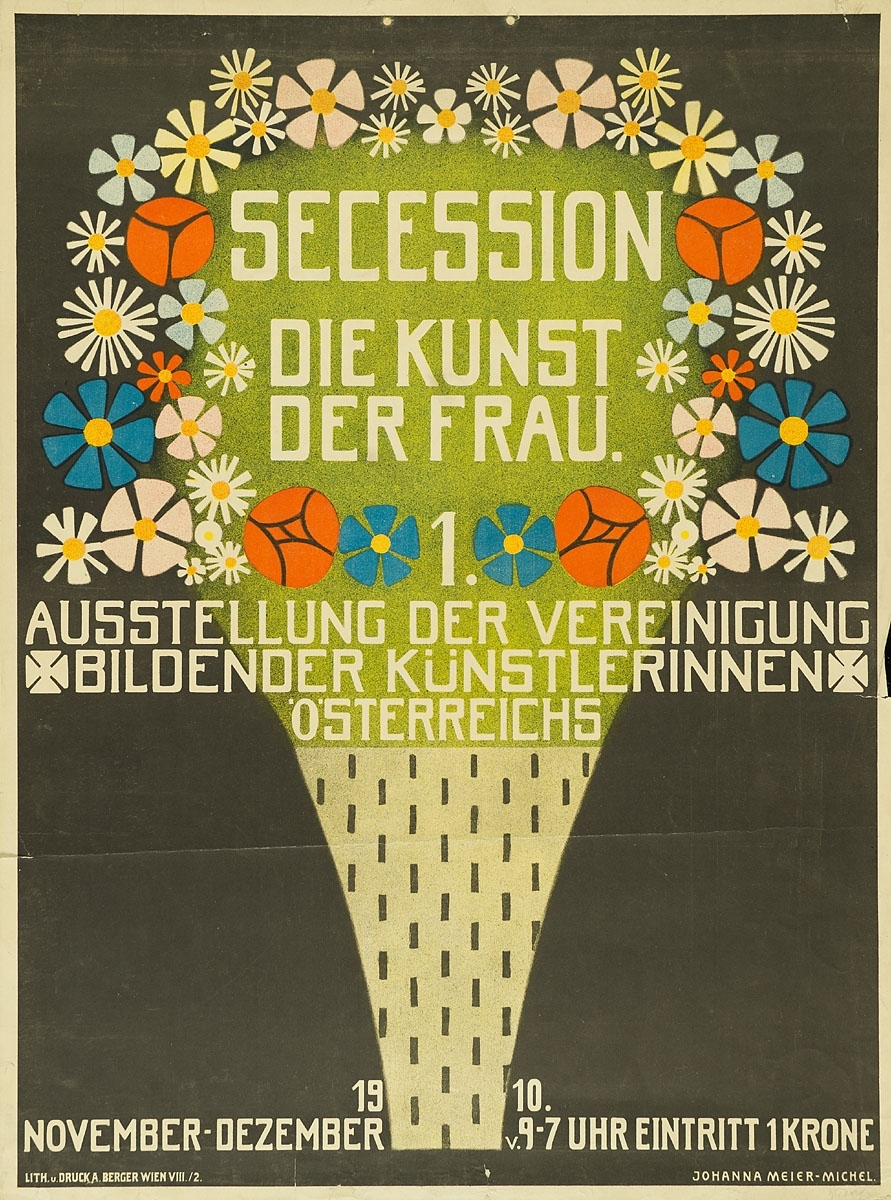
Plakát k výstavě
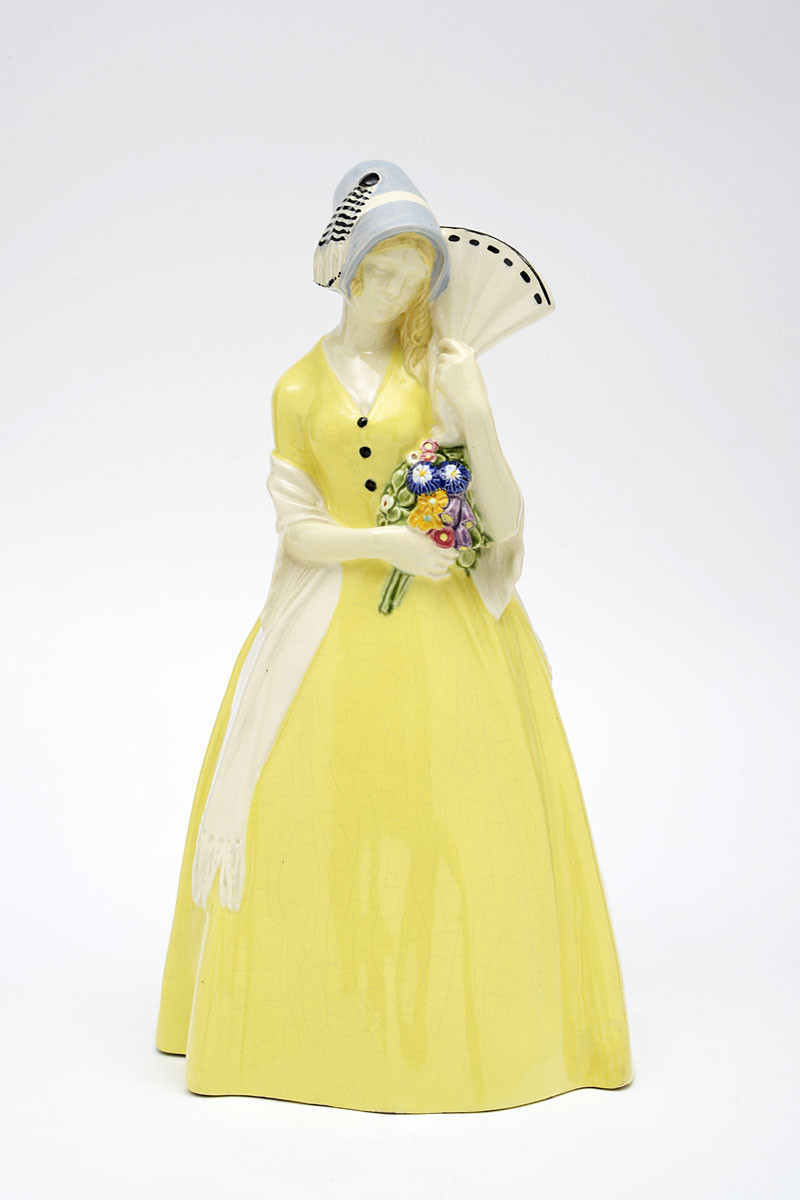
Soška ročního období (jaro)